# Bel Ami, història d'un seductor
Bel Ami, història d'un seductor (títol original en anglès, Bel Ami) és una pel·lícula europea de 2012 dirigida per Declan Donnellan i Nick Ormerod i protagonitzada per Robert Pattinson i Uma Thurman. S'ha doblat i subtitulat al català.
La història està basada en la novel·la Bel-Ami de 1885 de l'autor realista Guy de Maupassant.

## Argument
Georges Duroy (Robert Pattinson) és un home que acaba de complir el seu servei militar a l'Àfrica i arriba a París sense diners. Protegit pel seu antic company Charles Forestier (Philip Glenister), aconsegueix entrar com a reporter auxiliar a "La vie française", diari propietat del Monsieur Rousset (Colm Meany), del qual Forestier ha arribat a ser-ne cap, amb l'ajuda de la seva esposa Madelaine Forestier (Uma Thurman), una dona bella i intel·ligent que escriu per ell.

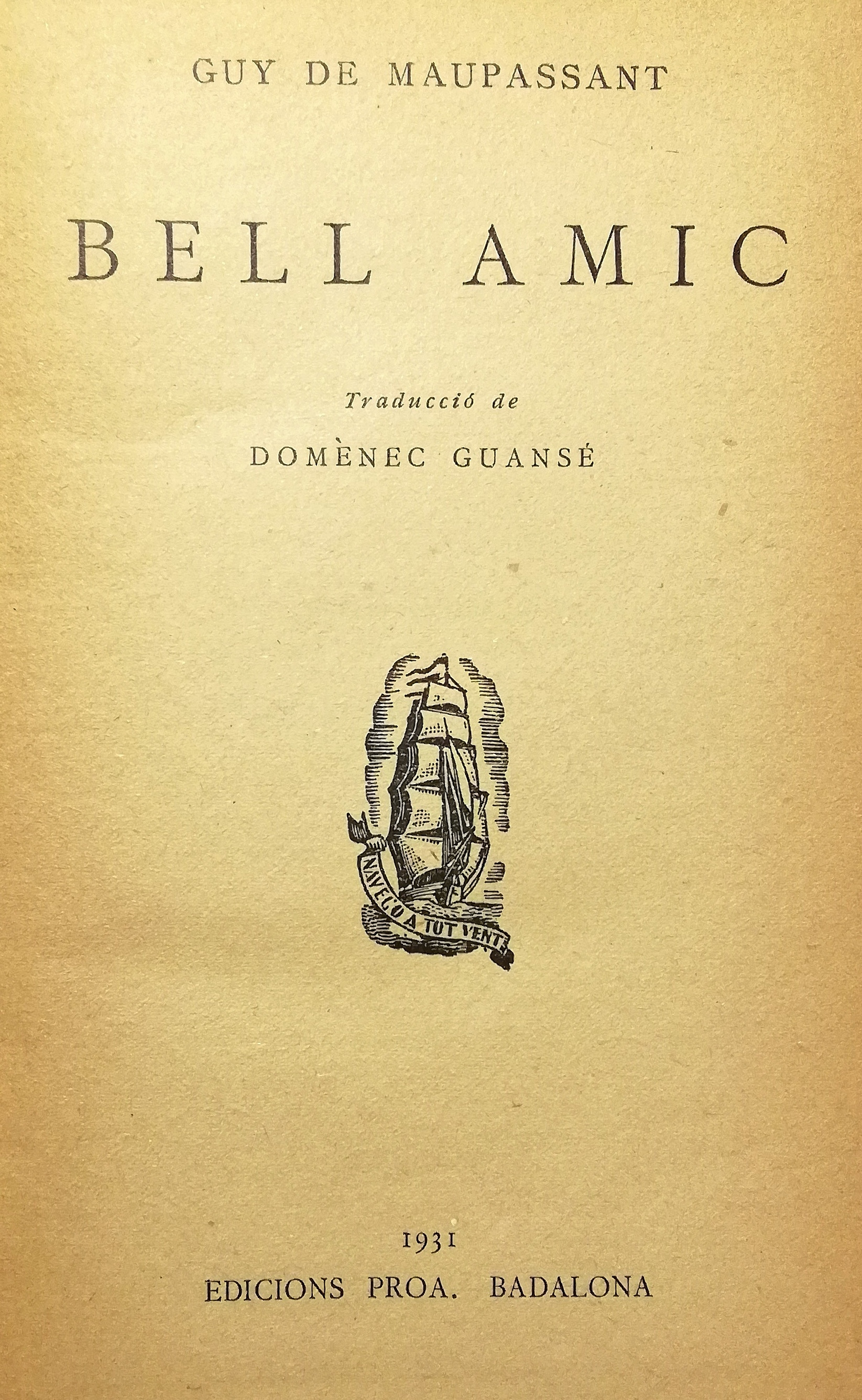
La història està basada en la novel·la Bel-Ami de Guy de Maupassant. Exemplar de la col·lecció Biblioteca A Tot Vent

En un sopar amb els Forestier, Duroy coneix Clotilde de Marelle (Christina Ricci), que amb el temps es converteix en la seva amant, i durant tota la pel·lícula li demostra el seu amor i l'ajuda. Quan Forestier mor, George es casa amb la seva dona malgrat la dubtosa conducta d'ella. Madelaine "protegeix" George igual que va fer amb Forestier, de manera que Duroy acaba per ocupar el lloc que el seu amic tenia al diari. Duroy, sense escrúpols, i a la recerca de beneficis, sedueix la dona del director del diari, Virginie Rousset (Kristin Scott Thomas), però aviat es cansa d'ella, ja que li resulta embafadora. Tanmateix, res no li impedeix seduir també la filla de la parella, Suzanne Walter (Holliday Grainger), amb qui acaba contraient matrimoni en divorciar-se de Madelaine després de sorprendre-la cometent adulteri.

## Repartiment
- Robert Pattinson: Georges Duroy
- Uma Thurman: Madeleine Forestier
- Kristin Scott Thomas: Virginie Rousset
- Christina Ricci: Clotilde de Marelle
- Colm Meaney: Monsieur Rousset
- Holliday Grainger: Suzanne